# Nonylphenole

Beispielhafte Strukturformel eines para-Nonylphenols (vereinfacht ohne Angaben zur Stereochemie)

Die Nonylphenole (NP, CAS: 25154-52-3) sind eine Mischung aus zahlreichen strukturisomeren und stereoisomeren chemischen Verbindungen. Summenformel (C15H24O) und Molmasse (220,35 Da) der einzelnen Verbindungen sind gleich. Jede einzelne Verbindung bestehend aus einem aromatischen Ring mit Hydroxygruppe sowie einem Alkylrest aus neun Kohlenstoffatomen meist in para-Stellung zur phenolischen Hydroxygruppe. Das Isomer mit linearer Seitenkette wird als n-Nonylphenol bezeichnet und ist industriell nur von untergeordneter Bedeutung. Nonylphenole werden zur Gruppe der langkettigen Alkylphenole – LCAPs (englisch long chain alkyl phenols) – gezählt und kommen nicht natürlich in der Umwelt vor.

## Herstellung
Die Synthese erfolgt katalytisch aus Phenol und Nonen (großtechnisch aus einer Mischung aus Nonenisomeren, die aus Propen trimerisiert werden). Das so entstehende Isomerengemisch besteht aus sehr vielen Isomeren, die unterschiedlich verzweigte Alkylketten aufweisen. Die handelsübliche Form enthält 85 % para-Nonylphenol, 10 % 2-n-Nonylphenol sowie weitere dialkylierte Alkylphenole. Theoretisch sind bis zu 211 Konstitutionsisomere alleine von den para-Nonylphenolen möglich, deren Anzahl mit allen Stereoisomeren auf 550 steigt.

## Eigenschaften
Die Nonylphenole sind gelbliche Flüssigkeiten mit schwach phenolartigem Geruch. Ihr Schmelzpunkt liegt bei −8 °C, der Siedebereich zwischen 290 und 320 °C. Die Löslichkeit in Wasser liegt bei 6 mg/100 ml bei 20 °C für NP.

## Verwendung
Nonylphenole werden hauptsächlich für die Herstellung von Nonylphenolethoxylaten (NPEO) verwendet, welche als nichtionische Tenside z. B. in Waschlösungen eingesetzt werden. Zudem ist es in Fungiziden, Arzneimitteln, Weichmachern für Celluloseester, Farben und Lacken und in Polymeren oder Klebstoffen enthalten. Die Nonylphenole gehören zu den prioritären Stoffen der Europäischen Union und sind seit Dezember 2003 für bestimmte Verwendungen, bei denen das Stoffgemisch ins Abwasser oder in direkten Kontakt mit dem Menschen kommen kann, nicht mehr zugelassen. Nach einer Untersuchung der schwedischen Naturschutzvereinigung SNF gelangen Nonylphenole auch über importierte Textilien aus Ländern wie China, Indien oder der Türkei in die EU-Länder.

## Umweltverhalten
Der Haupteintragsweg in die Umwelt ist die Behandlung von NPEO-belasteten Klärwässern. Das dabei entstehende Nonylphenol ist nicht leicht biologisch abbaubar. Bei der Entfernung aus der Umwelt spielt der mikrobiologische Abbau eine wichtige Rolle. Berechnete Halbwertszeiten liegen bei ungefähr 0,3 Tagen in der Luft und ungefähr 30 Tagen in Wasser und Boden. Auf Grund der hohen Bioakkumulation des NP reichert sich dieses in der Umwelt an. Trotz bisher getroffener Maßnahmen sind Nonylphenole immer noch nachzuweisen und in vielen Matrizes bereits ubiquitär.

## Biologische Wirkung
| Vergleich Estradiol mit Nonylphenol (schematische Darstellung) |
| -------------------------------------------------------------- |
| Estradiol                                                      |
| Nonylphenol-Isomer                                             |

Nonylphenole sind als Xenoestrogene hormonell aktive Stoffe und wechselwirken mit dem Estrogenrezeptor. So kann dies z. B. bei männlichen Jungfischen die nur für weibliche Fische relevante Vitellogenin-Synthese auslösen. In diversen in-vivo- und in-vitro-Studien konnte die Östrogenität gezeigt werden, wobei die Östrogenität der jeweiligen Nonylphenolisomere sich erheblich unterscheidet.
Bei der Betrachtung der östrogenen Aktivität ist eine isomerenspezifische Sichtweise daher von großer Bedeutung. Die östrogene Wirkung wird dabei sehr stark durch die Verzweigung der Nonylseitenkette beeinflusst. Auch enantioselektive Aspekte spielen eine Rolle. In Untersuchungen konnte gezeigt werden, dass (S)- und (R)-Enantiomere ein unterschiedliches östrogenes Potenzial aufweisen.
Auf viele Organismen wirken die Nonylphenole toxisch – beispielsweise auf zahlreiche Fischarten (z. B. Seelachs) sowie Süßwassermuschel, Wasserfloh, Grünalge, Krabbe oder Hummer. Die LD50-Werte liegen in der Größenordnung von 0,1–1 mg/l. Wie australische Ökologen um Ashley Ward von der University of Sydney herausfanden, beeinflussen Nonylphenole das kohäsive Verhalten von Fischen. Bereits geringe Mengen von nur 0,5 Mikrogramm Nonylphenolen reichen, um den Eigengeruch der Fische zu überdecken, was dazu führt, dass sie größeren Abstand zueinander einhalten.
Das dänische Institut für Sicherheit und Toxikologie berechnete einen vorläufigen TDI-Wert von 5 µg/Tag/kg Körpergewicht.
In einer Studie mit 60 verschiedenen Lebensmitteln, die kommerziell erhältlich sind, waren NP in allen Lebensmitteln in einer Konzentration von 0,1 bis 19,4 µg/kg zu finden. Aus diesen Daten ließ sich eine tägliche Aufnahme von 7,5 µg/Tag NP für einen Erwachsenen und durch Muttermilch bzw. Babynahrung von 0,2 bzw. 1,4 µg/Tag NP berechnen.

## Biologischer Abbau
Generell kann gesagt werden, dass das lineare Nonylphenol recht schnell abgebaut wird, während sich die verzweigten Verbindungen wesentlich persistenter verhalten. Neben vielen erfolglosen Experimenten gibt es aber auch einige Artikel, die über den Abbau von verzweigten (branched) Nonylphenolen im Boden und Wasser berichten. Diese Experimente zeigen weiterhin, dass sich die Zusammensetzung des Nonylphenolgemisches durch den Abbau verändert. Zur Untersuchung wurden Nonylphenol-Isomere systematisch synthetisiert und ihr mikrobiologischer Abbau untersucht.
Bei den NPEO wird zunächst die Ethoxylatkette mehrmals um Einheiten von jeweils zwei Kohlenstoffatomen verkürzt, bis nur noch eine oder zwei Ethoxygruppen vorhanden sind. Je nach Milieu (aerob oder anaerob) können so auch die entsprechenden Carbonsäuren entstehen. Je kürzer die Ethoxylatkette wird, umso langlebiger und auch hormonell wirksamer werden die Stoffe. In verzweigten Nonylphenolen erreichen Nonylphenolethoxylate letztendlich ihr kaum mehr biologisch abbaubares Endprodukt, das zudem hormonell wirksamer ist als die Ursprungsverbindung oder Zwischenprodukte.

## Analytik
In der Literatur werden verschiedene Techniken beschrieben, um die einzelnen Isomere voneinander zu trennen. So finden nicht nur kapillar-gaschromatographische Techniken mit einer massenspektrometrischen Detektion (GC-MS) Anwendung sondern auch zweidimensionale GCxGC-Messungen mit einer flugzeitmassenspektrometrischen Detektion (GC×GC-ToF-MS). Weiterhin können die NPs auch mit Hochleistungsflüssigkeitschromatographie (HPLC) voneinander getrennt werden. Trennungen von Nonylphenol-Enantiomeren können mit speziellen enantioselektiven Kapillarsäulen auf einem GC-FID-System durchgeführt werden.
Bereits in vielen umweltrelevanten Proben konnten Nonylphenole detektiert werden. Wie zum Beispiel in Lebensmitteln, Trinkwasser und Humanproben. Für den Nachweis in Oberflächenwasser- oder Abwasserproben steht seit 2006 die ISO/EN/DIN 18857-2 zur Verfügung.

## Regulierung
Aufgrund der östrogen wirkenden, persistenten und toxischen Eigenschaften werden Nonylphenole in der EU-Wasserrahmenrichtlinie zu den prioritär gefährlichen Stoffen gezählt. Im Juni 2013 wurde Nonylphenol, sowohl lineare als auch verzweigtkettige, in die Liste der besonders besorgniserregenden Stoffe der ECHA aufgenommen. Zuvor wurde auf Antrag der Bundesstelle für Chemikalien das Dossier zur Aufnahme in die REACH-Kandidatenliste eingereicht, das NP gemäß Art. 57 (f) kategorisiert.
In der Schweiz ist die Verwendung von Nonylphenolen in Textilwaschmitteln, Reinigungsmitteln, kosmetische Mitteln, Textilverarbeitungsmitteln, Lederverarbeitungsmitteln, Metallverarbeitungsmitteln, Hilfsmitteln für die Herstellung von Zellstoff und Papier, Melkfett, Biozidprodukten und Pflanzenschutzmitteln verboten.